# Kim Tae-hwan
Kim Tae-hwan ((김태환?, 金太煥?); Gwangju, 24 luglio 1989) è un calciatore sudcoreano, ala dello Jeonbuk Hyundai e della nazionale sudcoreana.

## Palmarès

### Competizioni internazionali
- AFC Champions League: 1

Ulsan Hyundai: 2020